# Kamienica przy ulicy Mikołaja Zyblikiewicza 8 w Krakowie
Kamienica przy ulicy Mikołaja Zyblikiewicza 8 – zabytkowa kamienica znajdująca się w Krakowie, w dzielnicy I Stare Miasto przy ulicy M. Zyblikiewicza, na Wesołej.
Budynek został wzniesiony w latach 1905–1906. Zaprojektowany został przez Józefa Pakiesa.
11 maja 1998 kamienica została wpisana do rejestru zabytków. Znajduje się także w gminnej ewidencji zabytków.